# 422年
| 千纪： | 1千纪                                                                                                  |
| 世纪： | 4世纪 \| 5世纪 \| 6世纪                                                                                |
| 年代： | 390年代 \| 400年代 \| 410年代 \| 420年代 \| 430年代 \| 440年代 \| 450年代                              |
| 年份： | 417年 \| 418年 \| 419年 \| 420年 \| 421年 \| 422年 \| 423年 \| 424年 \| 425年 \| 426年 \| 427年        |
| 纪年： | 壬戌年（狗年）；北魏泰常七年；北凉玄始十一年；北燕太平十四年；夏真興四年；西秦建弘三年；南朝宋永初三年 |

## 大事记
- 劉裕策劃出兵北伐北魏，但因為同年病卒而取消，北魏明元帝拓跋嗣聽說宋武帝劉裕病亡，出兵三路攻打劉宋的河南地區，爆發北魏攻宋河南之戰，宋武帝劉裕遺命司空徐羨之、尚書僕射傅亮、領軍將軍謝晦及護軍將軍檀道濟四人為顧命大臣，輔助太子劉義符即位，是為宋少帝。
- 樓蘭人迫於嚴重干旱遺棄樓蘭城，逐漸南移，先後併吞了若羌、小宛、精絕、且末等國，成為西域七強之一。

## 逝世
- 6月26日——宋武帝刘裕，字德舆，小名寄奴
- 法顯，东晋、劉宋的高僧。